# Embalse de la Espunyola
El embalse de la Espunyola es una pequeña infraestructura hidráulica española construida sobre el arroyo de Montclar, situada en el municipio de Capolat, en la comarca de la Bergadá, provincia de Barcelona, Cataluña. Se encuentra en un ambiente totalmente forestal, en medio de un pinar de pino silvestre con madreselva y robles. Está formado por dos embalses situados justo uno a continuación del otro, separados por una pequeña presa, que recogen las aguas de un pequeño torrente afluente del arroyo de Navel.